# Canon EOS 1200D
Canon EOS 1200D je digitalni zrcalnorefleksni fotoaparat (DSLR) z najvišjo efektivno ločljivostjo 18,1 megapikslov japonskega proizvajalca Canon Inc.. Fotoaparat je bil predstavljen 11. februarja 2014. V ZDA, Kanadi in preostali Ameriki je znan pod imenom Canon EOS Rebel T5 in Canon EOS Kiss X70 na Japonskem. 1200D je tretji po vrsti najosnovnejši vstopni model DSLR v Canonovem nizu EOS in ima 18 MP tipalo iz fotoaparata 700D in 1080p polni HD video. Nadomestil je predhodni model 1100D.
Canon je 13. marca 2016 najavil, da bo model 1200D zamenjal model 1300D.

## Značilnosti
- optično tipalo APS-C CMOS 5.184 × 3.456 z najvišjo efektivno ločljivostjo 18,1 megapikslov.
- velikost tipala: APS-C 22,2 mm ×14,7 mm.
- pretvorbeni faktor izreza tipala: 1,6×.
- slikovni procesor DIGIC 4.
- TTL-CR-SIR; 9 nadzornih točk AF.
- barvni TFT LCD-zaslon 76 mm (3,0 in) z ločljivostjo 460.000 pik, vidno razmerje 4:3.
- trajni pogon do 3-h posnetkov na sekundo za 69 datotek JPEG ali 6 datotek RAW.
- občutljivost ISO 100–6.400 (razširljivo do 12.800 ISO).
- okrov objektivov Canon EF in EF-S.
- barvna prostora sRGB in Adobe RGB.
- datotečni formati: JPEG, RAW (14-bitni CR2).
- pomnilniške kartice SDC, SDHC in SDXC.
- 1920 × 1080 px (1080p) polni HD video pri 30 fps, H.264.
- združljiv s sprejemnikom GPS GP-E2.
- litij-ionski baterijski vložek Canon LP-E10, življenjska doba baterije (posnetkov na polnjenje) približno 700 brez bliskavice (napetost: 7,4 V; kapaciteta: 860 mAh / 6,36 Wh)[b] – polnilnik baterijskih vložkov Canon LC-E10E, napetost na izhodu 8,3 V, tok: 580 mA.
- približna masa ohišja 480 g.

- Canon EOS 1200D z objektivom Canon EF-S 55-250mm f/4-5.6 IS STM
- Ohišje
- Zadnja stran
- Vrtljivi gumb za načine fotografiranja
- Canon EOS 1200D z zunanjo makro obročasto objemno bliskavico Canon MR-14EX II